# 司馬彪
司馬 彪（しば ひょう、240年代 - 306年）は、西晋の皇族。字は紹統。後漢の史書である『続漢書』の著者。

## 略歴
高陽王司馬睦の長男として生まれた。司馬睦は司馬懿の弟の司馬進の子であるので、司馬彪は西晋の武帝司馬炎の従兄弟にあたる。
司馬彪は若い頃から学問を好んだが、好色で品行が悪かったため、司馬睦の後継者になれず、司馬懿の弟の司馬敏の後を継ぐという名目で廃嫡されて外に出された。一説には玄学を通じて反司馬氏色の強い清談派との関係を持っていたことが原因とする見方もある。
司馬彪はそれ以来人と交わらずに学問に専念した。
最初に騎都尉を拝命し、泰始年間には秘書丞となった。司馬炎が南郊を祀る際に司馬彪が上奏して内容を定めた。その後、散騎侍郎を拝命した。恵帝の末年に60歳余りで死亡した。

## 著作
『荘子』に註を施した。これは現存しないが『経典釈文』荘子音義に多く引用されている。
後漢の光武帝から献帝までの本紀・志・列伝を備えた史書80篇を著し、『続漢書』と号した。この『続漢書』の志は二十四史の一つに数えられる范曄『後漢書』に欠けている志を補うものとして『後漢書』に合刻され、現在も残っている。
三国時代の蜀の譙周が司馬遷の『史記』の誤謬を正すために著した『古史考』のうち122件について、『汲冢周書』などを用いて再批判を行い、世間で用いられた。その他『九州春秋』を著した。